# Brett Maher
Brett Steven Maher, (nacido el 17 de abril de 1973 en Adelaide,  Australia Meridional) es un exjugador de baloncesto australiano. Con 1.88 metros de estatura, jugaba en la posición de base.

## Trayectoria
- Adelaide 36ers (1992-2005)
- Beşiktaş  (2005)
- Adelaide 36ers (2005-2009)

## Participaciones en competiciones internacionales

### Juegos olímpicos
- Atlanta 1996 4/12
- Sídney 2000 4/12
- Atenas 2004 9/12

### Mundiales
- Grecia 1998 9/16